# Jürgen Brähmer
Jürgen Brähmer (5 de octubre de 1978) es un boxeador profesional alemán. Es un excampeón mundial en peso semipesado, que aguantó el título de la WBO de 2009 a 2011, y el título regular de la WBA de 2013 a 2016. Además, obtuvo el título de la Unión Europea de Boxeo en peso semipesado dos veces, en 2009 y 2013.

## Carrera amateur
Como amateur, Brähmer acumuló 95 victorias de 100 combates, donde se incluyen Ricky Hatton en 1996, Felix Sturm en 1997 y Carl Froch en la final en el campeonato alemán de 1998.

## Carrera profesional

### Carrera temprana
Brähmer fue vencido en su primera 27ª lucha profesional, perdiendo por primera vez contra su compatriota Mario Veit por decisión de mayorías en mayo de 2006. Brähmer vengó la pérdida un año más tarde, batiendo a Veit en la cuarta ronda por nocaut.
La primera oportunidad de obtener un título mundial la obtuvo contra el campeón Hugo Garay en el campeonato de la WBA en peso semipesado. Brähmer empezó el combate bien, pero a medida que las rondas aumentaron, Garay se volvió más combativo y más afianzado en el ring, finalmente, y después de una decisión unánime, Brähmer perdió al final. El combate estuvo retransmitido por ZDF.

### Campeón WBO en peso semipesado
Brähmer ganó el título de la EBU en su próxima pelea, venciendo a Rachid Kanfouah con un nocaut técnico en el quinto asalto. Brähmer ganó el título de la OMB en peso semipesado al noquear a Aleksy Kuziemski el 22 de agosto de 2009. El 13 de noviembre de 2009, Brähmer se convirtió en el campeón mundial de peso semipesado de la WBO después de que el título se quedó vacante por Zsolt Erdei, quien subió al peso crucero . Brähmer defendió con éxito el título el 19 de diciembre de 2009, ganando por decisión unánime sobre Dmitry Sukhotsky y luego nuevamente en 2010 contra Mariano Plotinsky.
En enero de 2010, Brähmer estuvo sentenciado a pasar 16 meses en prisión debido a dos casos separados de agresión. Durante este tiempo, la WBO emitió un título interino, el cual estuvo ganado por Nathan Cleverly. Brähmer se enfrentó a Cleverly el 21 de mayo de 2011, pero Brähmer se retiró de la velada debido a una lesión ocular. Brähmer, anteriormente a la velada contra Beibut Shumenov, acusó una «aguda gastroenteritis». Y debido a su retirada, el WBO quitó a Brähmer de su título y se lo otorgó a Cleverly.

### Campeón WBA (Regular) peso supermedio
Brähmer regresó al ring en enero 2012, batiéndose contra José María Guerrero Torvisco a quien ganó por nocaut técnico en el cuarto asalto. Brähmer reclamó el título europeo contra Eduard Gutknecht en febrero de 2013.
Después de que Beibut Shumenov fuera ascendido a supercampeón por la WBA, Brähmer tuvo la posibilidad de defender el título. En diciembre de 2013, el derrotado Marcus Oliveira reclama el título mundial. Brähmer lo defiende exitosamente contra Enzo Maccarinelli, Roberto Bolonti, Pawel Glazewski, Robin Krasniqi, Konni Konrad, y Eduard Gutknecht en un rematch, ganando cuatro de aquellas luchas por parada técnica. Brähmer, pero pierde el título de la WBA el 1 de octubre de 2016 contra Nathan Cleverly. Esta era su séptima defensa  del título. Brähmer se retira después de la sexta ronda, debido a una lesión en el hombro. Se habló de un reencuentro en la siguiente pelea.

### Súper series Mundiales de Boxeo
En julio de 2017, Brähmer se unió a la Super Serie Mundial de Boxeo de peso súper mediano. Brähmer no había peleado en el peso súper mediano desde aproximadamente una década. Luchó contra Rob Brant en la primera ronda del torneo, venciéndolo por decisión unánime. Tuvo que retirarse en la próxima pelea y por lo tanto de la serie, debido a una infección de gripe.
En su primera lucha después de caer fuera del WBSS, Brähmer luchó contra el veterano Pablo Nievas en Hamburgo, Alemania. Fue una victoria fácil para el alemán, quién matuvo el control durante la lucha y forzó al árbitro a detener el combate en la quinta en la quinta ronda para seguridad de Nievas.
En su próximo combate, Brähmer ganó de nuevo cómodamente, en esta ocasión por nocaut contra su adversario Kadrija en la segunda ronda con un puñetazo dirigido al hígado.
Brähmer puntuó su cuarta victoria sobre Jürgen Doberstein, el 21 de diciembre, 2019. Brähmer ganó en el séptimo round por nocaut, declarando que estaba a punto para otra carrera por el título mundial.

## Registro Profesional de boxeo
| No. | Resultado | Récord | Adversario                 | Tipo | Ronda, tiempo | Fecha        | Ubicación                                            | Notas                                                              |
| --- | --------- | ------ | -------------------------- | ---- | ------------- | ------------ | ---------------------------------------------------- | ------------------------------------------------------------------ |
| 55  | Win       | 52–3   | Jürgen Doberstein          | KO   | 7 (12), 1:20  | 21 Dec 2019  | Cruise Terminal, Hamburg, Germany                    | Won vacant IBF Inter-Continental super-middleweight title          |
| 54  | Win       | 51–3   | Erdogan Kadrija            | KO   | 2 (8), 1:42   | 15 Jun 2019  | Sport- und Kongresshalle, Schwerin, Germany          |                                                                    |
| 53  | Win       | 50–3   | Pablo Daniel Zamora Nievas | TKO  | 5 (8), 2:18   | 15 Dec 2018  | Sporthalle, Hamburg, Germany                         |                                                                    |
| 52  | Win       | 49–3   | Rob Brant                  | UD   | 12            | 27 Oct 2017  | Sport- und Kongresshalle, Schwerin, Germany          | World Boxing Super Series: super-middleweight quarter-final        |
| 51  | Loss      | 48–3   | Nathan Cleverly            | RTD  | 6 (12), 3:00  | 1 Oct 2016   | Jahnsportforum, Neubrandenburg, Germany              | Lost WBA (Regular) light-heavyweight title                         |
| 50  | Win       | 48–2   | Eduard Gutknecht           | UD   | 12            | 12 Mar 2016  | Jahnsportforum, Neubrandenburg, Germany              | Retained WBA (Regular) light-heavyweight title                     |
| 49  | Win       | 47–2   | Konni Konrad               | RTD  | 7 (12), 3:00  | 5 Sep 2015   | EnergieVerbund Arena, Dresden, Germany               | Retained WBA (Regular) light-heavyweight title                     |
| 48  | Win       | 46–2   | Robin Krasniqi             | RTD  | 9 (12), 3:00  | 21 Mar 2015  | Rostock, Germany                                     | Retained WBA (Regular) light-heavyweight title                     |
| 47  | Win       | 45–2   | Paweł Głażewski            | KO   | 1 (12), 0:55  | 6 Dec 2014   | Large EWE Arena, Oldenburg, Germany                  | Retained WBA (Regular) light-heavyweight title                     |
| 46  | Win       | 44–2   | Roberto Bolonti            | UD   | 12            | 7 Jun 2014   | Sport- und Kongresshalle, Schwerin, Germany          | Retained WBA (Regular) light-heavyweight title                     |
| 45  | Win       | 43–2   | Enzo Maccarinelli          | RTD  | 5 (12), 3:00  | 5 Apr 2014   | StadtHalle, Rostock, Germany                         | Retained WBA (Regular) light-heavyweight title                     |
| 44  | Win       | 42–2   | Marcus Oliveira            | UD   | 12            | 14 Dec 2013  | Jahnsportforum, Neubrandenburg, Germany              | Won vacant WBA (Regular) light-heavyweight title                   |
| 43  | Win       | 41–2   | Stefano Abatangelo         | UD   | 12            | 24 Aug 2013  | Sport- und Kongresshalle, Schwerin, Germany          | Retained WBO International and European light-heavyweight titles   |
| 42  | Win       | 40–2   | Tony Averlant              | TKO  | 2 (12), 2:36  | 27 Apr 2013  | Alsterdorfer Sporthalle, Hamburg, Germany            | Retained European light-heavyweight title                          |
| 41  | Win       | 39–2   | Eduard Gutknecht           | UD   | 12            | 2 Feb 2013   | Max-Schmeling-Halle, Berlin, Germany                 | Won European and vacant WBO International light-heavyweight titles |
| 40  | Win       | 38–2   | Vikapita Meroro            | UD   | 10            | 21 Apr 2012  | Sport- und Kongresshalle, Schwerin, Germany          |                                                                    |
| 39  | Win       | 37–2   | Jose Maria Guerrero        | TKO  | 4 (8), 2:37   | 28 Jan 2012  | Grand Elysée Hotel, Hamburg, Germany                 |                                                                    |
| 38  | Win       | 36–2   | Mariano Plotinsky          | TKO  | 5 (12), 2:36  | 24 Apr 2010  | Alsterdorfer Sporthalle, Hamburg, Germany            | Retained WBO light-heavyweight title                               |
| 37  | Win       | 35–2   | Dmitry Sukhotsky           | UD   | 12            | 19 Dec 2009  | Sport- und Kongresshalle, Schwerin, Germany          | Retained WBO light-heavyweight title                               |
| 36  | Win       | 34–2   | Aleksy Kuziemski           | TKO  | 11 (12), 0:39 | 22 Aug 2009  | SYMA Sports and Conference Centre, Budapest, Hungary | Won vacant WBO interim light-heavyweight title                     |
| 35  | Win       | 33–2   | Antonio Brancalion         | TKO  | 1 (12), 1:23  | 6 Jun 2009   | König Pilsener Arena, Oberhausen, Germany            | Retained European light-heavyweight title                          |
| 34  | Win       | 32–2   | Rachid Kanfouah            | TKO  | 5 (12), 2:30  | 7 Mar 2009   | Freiberger Arena, Dresden, Germany                   | Won vacant European light-heavyweight title                        |
| 33  | Loss      | 31–2   | Hugo Garay                 | UD   | 12            | 22 Nov 2008  | StadtHalle, Rostock, Germany                         | For WBA light-heavyweight title                                    |
| 32  | Win       | 31–1   | Karim Bennama              | TKO  | 9 (10), 1:43  | 5 Apr 2008   | Burg-Wächter Castello, Düsseldorf, Germany           |                                                                    |
| 31  | Win       | 30–1   | Mario Veit                 | KO   | 4 (12), 0:47  | 15 Sep 2007  | StadtHalle, Rostock, Germany                         | Retained WBO Inter-Continental super-middleweight title            |
| 30  | Win       | 29–1   | Héctor Javier Velazco      | UD   | 12            | 19 mayo 2007 | Color Line Arena, Hamburg, Germany                   | Won vacant WBO Inter-Continental super-middleweight title          |
| 29  | Win       | 28–1   | Francisco Mora             | KO   | 8 (10), 1:55  | 28 Oct 2006  | Porsche-Arena, Stuttgart, Germany                    |                                                                    |
| 28  | Loss      | 27–1   | Mario Veit                 | MD   | 12            | 27 mayo 2006 | Zenith, Munich, Germany                              | Lost WBC International super-middleweight title                    |
| 27  | Win       | 27–0   | Andre Thysse               | UD   | 12            | 4 Feb 2006   | Burg-Wächter Castello, Düsseldorf, Germany           | Won vacant WBC International super-middleweight title              |
| 26  | Win       | 26–0   | Henry Porras               | TKO  | 7 (10), 1:52  | 26 Nov 2005  | Wilhelm-Dopatka-Halle, Leverkusen, Germany           |                                                                    |
| 25  | Win       | 25–0   | Roman Aramyan              | TKO  | 6 (8), 0:05   | 15 Oct 2005  | Burg-Wächter Castello, Düsseldorf, Germany           |                                                                    |
| 24  | Win       | 24–0   | Omar Eduardo Gonzalez      | UD   | 12            | 12 Oct 2002  | Sport- und Kongresshalle, Schwerin, Germany          | Won vacant WBC International super-middleweight title              |
| 23  | Win       | 23–0   | Francisco Lares            | TKO  | 3 (6), 2:43   | 6 Apr 2002   | Universum Gym, Hamburg, Germany                      |                                                                    |
| 22  | Win       | 22–0   | Roberto Martins            | TKO  | 2 (8)         | 16 Mar 2002  | Hanns-Martin-Schleyer-Halle, Stuttgart, Germany      |                                                                    |
| 21  | Win       | 21–0   | Mike Coker                 | TKO  | 2 (8)         | 15 Dec 2001  | Estrel Hotel, Berlin, Germany                        |                                                                    |
| 20  | Win       | 20–0   | Ray Domenge                | KO   | 3 (8), 0:25   | 24 Nov 2001  | Universum Gym, Hamburg, Germany                      |                                                                    |
| 19  | Win       | 19–0   | Rudi Lupo                  | KO   | 2 (8)         | 29 Sep 2001  | Universum Gym, Hamburg, Germany                      |                                                                    |
| 18  | Win       | 18–0   | Tony Menefee               | TKO  | 1 (8), 2:43   | 28 Jul 2001  | Estrel Hotel, Berlin, Germany                        |                                                                    |
| 17  | Win       | 17–0   | George Klinesmith          | KO   | 1, 1:55       | 5 mayo 2001  | Volkswagen Halle, Braunschweig, Germany              |                                                                    |
| 16  | Win       | 16–0   | Juan Carlos Viloria        | TKO  | 5             | 7 Apr 2001   | Universum Gym, Hamburg, Germany                      |                                                                    |
| 15  | Win       | 15–0   | Rob Bleakley               | TKO  | 4             | 24 Mar 2001  | Rudi-Sedlmayer-Halle, Munich, Germany                |                                                                    |
| 14  | Win       | 14–0   | Patrick Swann              | TKO  | 5             | 24 Feb 2001  | Alsterdorfer Sporthalle, Hamburg, Germany            |                                                                    |
| 13  | Win       | 13–0   | Pat Lawlor                 | TKO  | 1             | 10 Feb 2001  | Estrel Hotel, Berlin, Germany                        |                                                                    |
| 12  | Win       | 12–0   | Jerry Williams             | UD   | 6             | 5 Dec 2000   | Universum Gym, Hamburg, Germany                      |                                                                    |
| 11  | Win       | 11–0   | Domenico Alfano            | TKO  | 1 (8)         | 25 Nov 2000  | Preussag Arena, Hanover, Germany                     |                                                                    |
| 10  | Win       | 10–0   | Marino Monteyne            | TKO  | 3 (6), 0:34   | 14 Oct 2000  | Kölnarena, Cologne, Germany                          |                                                                    |
| 9   | Win       | 9–0    | Jason Collins              | KO   | 1 (6)         | 1 Oct 2000   | Universum Gym, Hamburg, Germany                      |                                                                    |
| 8   | Win       | 8–0    | Vedran Akrap               | UD   | 6             | 28 mayo 2000 | Universum Gym, Hamburg, Germany                      |                                                                    |
| 7   | Win       | 7–0    | Mario Lupp                 | KO   | 1 (6)         | 6 mayo 2000  | Swissotel, Neuss, Germany                            |                                                                    |
| 6   | Win       | 6–0    | Antonio Ribeiro            | TKO  | 2 (6)         | 15 Apr 2000  | Preussag Arena, Hanover, Germany                     |                                                                    |
| 5   | Win       | 5–0    | Robert Davis               | KO   | 2 (6)         | 1 Apr 2000   | Estrel Hotel, Berlin, Germany                        |                                                                    |
| 4   | Win       | 4–0    | Zsolt Janko                | TKO  | 1 (6)         | 18 Mar 2000  | Alsterdorfer Sporthalle, Hamburg, Germany            |                                                                    |
| 3   | Win       | 3–0    | Ramdane Kaouane            | KO   | 2 (4)         | 11 Mar 2000  | Hansehalle, Lübeck, Germany                          |                                                                    |
| 2   | Win       | 2–0    | Ferousi Ilunga             | KO   | 1 (4)         | 5 Feb 2000   | Rhein-Ruhr Halle, Duisburg, Germany                  |                                                                    |
| 1   | Win       | 1–0    | Ramdane Kaouane            | PTS  | 4             | 11 Dec 1999  | Alsterdorfer Sporthalle, Hamburg, Germany            |                                                                    |